# Vajszka
Vajszka (szerbül Вајска / Vajska, horvátul Vajska, németül Wajska) falu Szerbiában, a Vajdaságban, a Dél-bácskai körzetben, Bács községben.

## Fekvése
Bácstól pár km-re nyugatra fekszik, nem messze horvát határtól és a Dunától.

## Nevének eredete
A település neve valószínűleg a falutól nyugatra elfolyó Vajsz folyóról ered.
Más feltételezések szerint a 13. században Vajszka környékén több "veise", azaz halfogó rekesz is található volt, és talán részben ezeknek köszönheti nevét.

## Története
Vajszka Árpád-kori település. Nevét már az 1332-1337. évi pápai tizedjegyzék is említette. Ekkor a szerémi esperességbe tartozott, már ekkor egyházas hely, és Tamás nevű papját is említették.
Neve az 1522. évi dézsmalajstromban 52 adózóval van feltüntetve, a török hódoltság alatt pedig a török defterekben, a zombori nahijében, 1554-ben 4, 1570-ben 7, 1590-ben pedig 16 adózó házzal szerepelt.
1715-ben is csak nyolc adófizető volt itt, 1768-ban pedig 45 család, akik főleg halászatból éltek.
A két részből álló faluhatár nagyobbik részét a Duna árvizei járták, nagy része posványos mocsár, nádas, kevés erdővel és csak a szárazabb években használhatók voltak legelői is. A másik kisebb rész szántóföldekből, urasági földekből állt. A területet ezért 1866-ban Bogojeva és Karavukova községekkel együtt hatalmas töltéssel ármentesítették, melyhez a terveket Hevessy Károly vármegyei főmérnök készítette.
Vajszka lakossága sokác volt, akik a török hódoltság végén telepedtek ide.
1768-ban Vajszka neve a kamarai térképen is fel volt tüntetve.
1797-ben Gromon Zsigmond a királyi kincstártól megvásárolta a falut, nem sokkal később Bogyánt is, 1807-ben pedig Vajszkai előnevet kapott. 1886-ban Gromon Dezső birtoka, akitől Vajszka 1886-ban egy részvénytársaság kezébe jutott, 1888-ban pedig gróf Hunyadi Imréné vette meg, majd a 20. század elején Széchenyi Emilnéé lett, de birtoka volt itt a gombos-vajszkai ármentesítő-társulatnak is, aki itt belvízelvezető csatornát épített, aminek miatt nagy, eddig használhatatlan terület vált művelhetővé.
1910-ben 2196 lakosából 1092 magyar, 248 német, 28 szerb, 822 cigány és sokác volt. Ebből 2124 római katolikus, 50 görögkeleti ortodox volt.
A trianoni békeszerződés előtt Bács-Bodrog vármegye Hódsági járásához tartozott.

### Gerecs
Vajszka határában feküdt egykor Gerecs (Gerech) falu is, melyet 1334-ben a bácsi érsek más birtokokért kapott cserébe.
Gerecs birtokosai a 15. század vége felé a Garai Bánfiak és a Hlapsityi Horváthok voltak az urai, de már 1491-ben Várdai Péter kalocsai érsek kapott reá kir. adományt.

### Kőégető
Kőégető is e tájon feküdt egykor. Nevét már 1448-ban említették az oklevelekben.
1480-ban a Sápi Szentbertalani család birtoka volt, később a Patolcsaiaké lett.

## Népesség

### Demográfiai változások
| 1948 | 1953 | 1961 | 1971 | 1981 | 1991 | 2002 | 2011 |
| ---- | ---- | ---- | ---- | ---- | ---- | ---- | ---- |
| 4305 | 4341 | 4355 | 3798 | 3448 | 3272 | 3169 | 2834 |

## Látnivalók
- Szent György római katolikus templom: az ősi plébániát már 1332-ben említik. A plébániát 1787-ben alapították, előtte Palona leányegyháza volt. A templom védszentje Szent György vértanú. A templomot 1842-ben és 1958-ban újították fel. A templom méretei: hossza 34 m, szélessége 10 m, magassága 7 m, a torony 24 m magas. Négy harangja van, a legnagyobb 553 kg, a legkisebb 65 kg. Az anyakönyvet 1788-óta vezetik. Ma a horvát és a magyar nemzetiségűek képezik a római katolikus lakosságot.